# ФК Петржалка
ФК Петржалка е словашки футболен отбор базиран в град Братислава. От 2014 г. е преименуван на Академия Петржалка.
През сезон 2015/16 клубът играе в 5 дивизия където става шапион, и от следващия сезон ще играе в по-горната 4-та дивизия. Най-големият успех на Артмедия е участието в групите на шампионската лига през сезон 2005/06, като отборът завършва трети в групата и играе 1/32 финал на купата на УЕФА, където е отстранен от Левски (София). По това време отборът се нарича Артмедия Братислава.

## Успехи
- Шампион (3): 2002/03, 2005/06, 2006/07
- Носител на Купата на Словакия (2): 2004, 2008
- Финалист Купата на Словакия (2): 2005, 2009

## Предишни названия
- 1898 – „ПТЕ“ (на унгарски: PTE, Pozsonyi Torna Egyesület)
- 1919 – „ПТЕ“ (на унгарски: PTE, Polgári Torna Egyesület)
- 1939 – 1945 – „Енгерау“ (на немски: Engerau Pressburg)
- 1953 – „Ковосмалт“ (на словашки: Kovosmalt Bratislava)
- 1956 – „Спартак-Космалт“ (на словашки: Spartak Kovosmalt Bratislava)
- 1963 – „Поважске Строярне“ (на словашки: TJ Považské Strojárne Bratislava)
- 1965 – „Спартак Скларске строе“ (на словашки: Spartak Sklárske stroje Bratislava)
- 1974 – „СКС“ (на словашки: TJ SKS Bratislava)
- 1976 – „ЗТС Петржалка“ (на словашки: TJ ZTS Petržalka)
- 1986 – Обединява се с „Интер-Словнафт“ (Братислава) в „Интер-Словнафт ЗТС“ (на словашки: TJ Internacionál Slovnaft ZŤS Bratislava), през 1990 година се отделя отново като самостоятелен клуб.
- 1990 – „ЗТС Петржалка“ (на словашки: TJ ZŤS Petržalka)
- 1990 – „Хидроника Петржалка“ (на словашки: 1. FC Hydronika Petržalka)
- 1991 – „Петржалка“ (на словашки: 1. FC Petržalka)
- 1993 – „Артмедия Петржалка“ (на словашки: FK Artmedia Petržalka)
- 2005 – „Артмедия“ (на словашки: FC Artmedia Bratislava)
- 2007 – „Артмедия Петржалка“ (на словашки: FC Artmedia Petržalka)
- 2009 – „Петржалка“ (на словашки: MFC Petržalka)
- 2011 – „Петржалка 1898“ (на словашки: FC Petržalka 1898)
- 2014 – „Академия Петржалка“ (на словашки: FC Petržalka akadémia)